# ITNT
ITNT este o companie de IT din Sibiu, România.
Compania deține site-urile soft32.com, games32.com și macsoftware.com, care oferă spre descărcare diverse aplicații și softuri.
Cel mai important site din portofoliul companiei este soft32.com, oferă spre descărcare aplicații software pentru Windows, dar și Linux, Unix sau Apple.
Site-ul avea 5-6 milioane de vizitatori pe lună în septembrie 2010.
Site-ul soft32.com a fost creat de Lucian Todea când era student la Academia de Studii Economice București, iar lansarea propriu-zisă a avut loc în 2002.
Inițial, site-ul se numea softrom.ro și se adresa exclusiv pieței online din România.
Din 2004 numele portalului a fost schimbat și a fost creată versiunea în limba engleză pentru a atrage utilizatorii din alte țări.